# FK Novokouznetsk
Maillots
Le Futbolny klub Novokuznetsk (en russe : Футбольный клуб «Новокузнецк») est un club russe de football basé à Novokouznetsk.

## Historique
- 1937 : création du club[1]

## Bilan sportif

### Classements en championnat
La frise ci-dessous résume les classements successifs du club en championnat d'URSS.
La frise ci-dessous résume les classements successifs du club en championnat de Russie.

### Bilan par saison
Légende
- Promotion en division supérieure
- Relégation en division inférieure

#### Période soviétique
| Saison    | Championnat       | Championnat       | Championnat       | Championnat       | Championnat       | Championnat       | Championnat       | Championnat       | Championnat       | Championnat       | Coupe d'URSS        |
| Saison    | Division          | Pos               | Pts               | J                 | V                 | N                 | D                 | BP                | BC                | Diff              | Coupe d'URSS        |
| --------- | ----------------- | ----------------- | ----------------- | ----------------- | ----------------- | ----------------- | ----------------- | ----------------- | ----------------- | ----------------- | ------------------- |
| 1937      | Championnat local | Championnat local | Championnat local | Championnat local | Championnat local | Championnat local | Championnat local | Championnat local | Championnat local | Championnat local | Premier tour        |
| 1938      | Championnat local | Championnat local | Championnat local | Championnat local | Championnat local | Championnat local | Championnat local | Championnat local | Championnat local | Championnat local | Quatrième tour Q    |
| 1939-1948 | Championnat local | Championnat local | Championnat local | Championnat local | Championnat local | Championnat local | Championnat local | Championnat local | Championnat local | Championnat local | —                   |
| 1949      | 2e Russie 2       | 7e                | 27                | 26                | 12                | 3                 | 11                | 51                | 52                | -1                | Premier tour Q      |
| 1950-1956 | Championnat local | Championnat local | Championnat local | Championnat local | Championnat local | Championnat local | Championnat local | Championnat local | Championnat local | Championnat local | —                   |
| 1957      | 2e Extrême-Orient | 10e               | 15                | 22                | 4                 | 7                 | 11                | 28                | 40                | -12               | Huitièmes de finale |
| 1958      | 2e Zone 6         | 11e               | 23                | 26                | 8                 | 7                 | 11                | 28                | 31                | -3                | Deuxième tour Q     |
| 1959      | 2e Zone 7         | 7e                | 26                | 26                | 10                | 6                 | 10                | 33                | 35                | -2                | —                   |
| 1960      | 2e Russie 5       | 8e                | 24                | 26                | 8                 | 8                 | 10                | 30                | 30                | 0                 | Premier tour Q      |
| 1961      | 2e Russie 6       | 12e               | 15                | 24                | 5                 | 5                 | 14                | 28                | 49                | -21               | Huitièmes de finale |
| 1962      | 2e Russie 5       | 15e               | 13                | 28                | 2                 | 9                 | 17                | 22                | 69                | -47               | Premier tour Q      |
| 1963-1964 | Club inactif      | Club inactif      | Club inactif      | Club inactif      | Club inactif      | Club inactif      | Club inactif      | Club inactif      | Club inactif      | Club inactif      | Club inactif        |
| 1965      | 3e Russie 6       | 18e               | 21                | 36                | 6                 | 9                 | 21                | 30                | 72                | -42               | —                   |
| 1966      | 3e Russie 6       | 7e                | 33                | 30                | 9                 | 15                | 6                 | 26                | 25                | +1                | Premier tour Q      |
| 1967      | 3e Russie 6       | 7e                | 38                | 34                | 12                | 14                | 8                 | 35                | 29                | +6                | Deuxième tour Q     |
| 1968      | 3e Russie 6       | 5e                | 42                | 32                | 16                | 10                | 6                 | 31                | 17                | +14               | Troisième tour Q    |
| 1969      | 3e Russie 6       | 2e                | 56                | 38                | 22                | 12                | 4                 | 55                | 20                | +35               | —                   |
| 1970      | 4e Russie 4       | 4e                | 37                | 32                | 11                | 15                | 6                 | 34                | 18                | +16               | —                   |
| 1971      | 3e Zone 6         | 17e               | 35                | 38                | 7                 | 14                | 17                | 30                | 54                | -24               | —                   |
| 1972-1979 | Club inactif      | Club inactif      | Club inactif      | Club inactif      | Club inactif      | Club inactif      | Club inactif      | Club inactif      | Club inactif      | Club inactif      | Club inactif        |
| 1980      | 3e Zone 4         | 11e               | 34                | 44                | 12                | 10                | 22                | 42                | 77                | -35               | —                   |
| 1981      | 3e Zone 4         | 10e               | 32                | 32                | 13                | 6                 | 13                | 40                | 40                | 0                 | —                   |
| 1982      | 3e Zone 4         | 10e               | 25                | 28                | 10                | 5                 | 13                | 47                | 49                | -2                | —                   |
| 1983      | 3e Zone 4         | 6e                | 28                | 26                | 13                | 2                 | 11                | 40                | 36                | +4                | —                   |
| 1984      | 3e Zone 4         | 12e               | 22                | 26                | 8                 | 6                 | 12                | 37                | 49                | -12               | —                   |
| 1985      | 3e Zone 4         | 5e                | 30                | 26                | 13                | 4                 | 9                 | 46                | 33                | +13               | —                   |
| 1986      | 3e Zone 4         | 8e                | 23                | 26                | 10                | 3                 | 13                | 32                | 39                | -7                | —                   |
| 1987      | 3e Zone 4         | 3e                | 35                | 28                | 15                | 5                 | 8                 | 42                | 27                | +15               | —                   |
| 1988      | 3e Zone 4         | 3e                | 35                | 30                | 13                | 9                 | 8                 | 38                | 30                | +8                | —                   |
| 1989      | 3e Zone 4         | 9e                | 40                | 36                | 15                | 10                | 11                | 57                | 44                | +13               | Premier tour        |
| 1990      | 4e Zone 10        | 8e                | 30                | 28                | 11                | 8                 | 9                 | 27                | 26                | +1                | Premier tour        |
| 1991      | 4e Zone 10        | 5e                | 44                | 34                | 19                | 6                 | 9                 | 51                | 34                | +17               | —                   |

#### Période russe
| Saison    | Championnat            | Championnat | Championnat | Championnat | Championnat | Championnat | Championnat | Championnat | Championnat | Championnat | Coupe de Russie     |
| Saison    | Div                    | Pos         | Pts         | J           | V           | N           | D           | BP          | BC          | Diff        | Coupe de Russie     |
| --------- | ---------------------- | ----------- | ----------- | ----------- | ----------- | ----------- | ----------- | ----------- | ----------- | ----------- | ------------------- |
| 1992      | 2e Est                 | 9e          | 27          | 30          | 12          | 3           | 15          | 35          | 40          | -5          | —                   |
| 1993      | 2e Est                 | 11e         | 25          | 30          | 11          | 3           | 16          | 34          | 53          | -19         | Troisième tour      |
| 1994      | 3e Sibérie             | 7e          | 21          | 22          | 7           | 7           | 8           | 29          | 28          | +1          | Deuxième tour       |
| 1995      | 3e Est                 | 4e          | 66          | 34          | 21          | 3           | 10          | 77          | 37          | +40         | Deuxième tour       |
| 1996      | 3e Est                 | 4e          | 56          | 30          | 17          | 5           | 8           | 56          | 34          | +22         | Deuxième tour       |
| 1997      | 3e Est                 | 13e         | 42          | 34          | 11          | 9           | 14          | 55          | 46          | +9          | Deuxième tour       |
| 1998      | 3e Est                 | 5e          | 51          | 30          | 15          | 6           | 9           | 44          | 32          | +12         | Troisième tour      |
| 1999      | 3e Est                 | 1er         | 65          | 30          | 20          | 5           | 5           | 63          | 28          | +35         | Troisième tour      |
| 2000      | 3e Est                 | 1er         | 55          | 24          | 17          | 4           | 3           | 42          | 15          | +27         | Quatrième tour      |
| 2001      | 3e Est                 | 2e          | 56          | 28          | 16          | 8           | 4           | 39          | 17          | +22         | Troisième tour      |
| 2002      | 3e Est                 | 1er         | 74          | 30          | 23          | 5           | 2           | 78          | 24          | +54         | Premier tour        |
| 2003      | 2e                     | 13e         | 54          | 42          | 14          | 12          | 16          | 42          | 47          | -5          | Deuxième tour       |
| 2004      | 2e                     | 16e         | 52          | 42          | 14          | 10          | 18          | 53          | 53          | 0           | Cinquième tour      |
| 2005      | 2e                     | 18e         | 45          | 42          | 10          | 15          | 17          | 48          | 61          | -13         | Cinquième tour      |
| 2006      | 3e Est                 | 2e          | 82          | 36          | 25          | 7           | 4           | 79          | 22          | +57         | Seizièmes de finale |
| 2007      | 2e                     | 16e         | 53          | 42          | 15          | 8           | 19          | 53          | 70          | -17         | Cinquième tour      |
| 2008      | 2e                     | 16e         | 57          | 42          | 14          | 15          | 13          | 44          | 42          | +2          | Seizièmes de finale |
| 2009      | 3e Est                 | 4e          | 50          | 27          | 14          | 8           | 5           | 52          | 32          | +20         | Cinquième tour      |
| 2010      | 3e Est                 | 6e          | 47          | 30          | 11          | 14          | 5           | 49          | 29          | +20         | Troisième tour      |
| 2011-2012 | 3e Est                 | 1er         | 78          | 36          | 24          | 6           | 6           | 64          | 24          | +40         | Deuxième tour       |
| 2011-2012 | 3e Est                 | 1er         | 78          | 36          | 24          | 6           | 6           | 64          | 24          | +40         | Seizièmes de finale |
| 2012-2013 | 2e                     | 15e         | 30          | 32          | 8           | 6           | 18          | 19          | 40          | -21         | Quatrième tour      |
| 2013      | 4e Sibérie             | 1er         | 33          | 11          | 11          | 0           | 0           | 24          | 2           | +22         | —                   |
| 2014-2015 | 3e Est                 | 3e          | 43          | 24          | 11          | 10          | 3           | 38          | 19          | +19         | Troisième tour      |
| 2015-2016 | 3e Est                 | 9e          | 20          | 24          | 5           | 5           | 14          | 24          | 48          | -24         | Troisième tour      |
| 2016      | 4e Sibérie             | 5e          | 32          | 22          | 9           | 5           | 8           | 27          | 31          | -4          | —                   |
| 2017      | 4e Sibérie             | 1er         | 48          | 18          | 15          | 3           | 0           | 58          | 12          | +46         | —                   |
| 2018      | 4e Sibérie             | 1er         | 34          | 14          | 10          | 4           | 0           | 32          | 8           | +24         | —                   |
| 2019      | 4e Sibérie             | 1er         | 55          | 22          | 18          | 1           | 3           | 58          | 13          | +45         | —                   |
| 2020      | 4e Sibérie occidentale | 2e          | 6           | 3           | 2           | 0           | 1           | 7           | 5           | +2          | —                   |

## Identité visuelle

### Logo

Évolution du logo
Logo de [Quand ?] à 2015.
Logo depuis 2015.